# Luck Ra
Luck Ra, pseudonimo di Juan Facundo Almenara Ordóñez (Córdoba, 20 febbraio 1999), è un cantante argentino.

## Biografia
Luck Ra, originario di Córdoba, si è fatto conoscere dopo aver pubblicato Te mentiría (2021), che ha ottenuto due dischi di platino dalla Cámara Argentina de Productores de Fonogramas y Videogramas e un remix con Rusherking; quest'ultimo ha scalato l'Argentina Hot 100 fino all'11º posto. Nello stesso anno è stata diffusa El campeón, la canzone ufficiale della nazionale argentina alla Copa América 2021.
Ya no vuelvas (2022), spinto da una collaborazione con La K'onga e i Ke Personajes, ha raggiunto la cima della classifica nazionale di Billboard e la top ten della Bolivia Songs, nonché ricevuto una certificazione d'oro dalla Productores de Música de España e Sociedad de Productores Fonográficos y Videográficos de Chile, e il premio Gardel alla miglior canzone cuarteto. È poi seguito il successo Quiero creer (2023), terzo ingresso nella top 15 e certificato quadruplo platino dalla CAPIF per le 400 000 unità vendute.
La morocha (2023), certificato doppio platino dalla PROMUSICAE, ha trascorso due mesi in cima alla hit parade argentina e tre mesi consecutivi in quella uruguaiana della Cámara Uruguaya del Disco; lo stesso, entrato anche nella top ten boliviana e in quella della Top Canciones spagnola, è figurato tra i diciassette brani più consumati dell'intero anno in entrambe le nazioni assieme a Ya no vuelvas.
Nel febbraio 2024 è avvenuta la pubblicazione dell'album in studio Que nos falte todo; al momento dell'uscita, è stato certificato triplo platino dalla CAPIF per le 300 000 unità equivalenti, venendo subito dopo certificato diamante per i 625 000 esemplari raggiunti. È stato anticipato da sei estratti, tra cui Hola perdida, la sua terza numero uno nella Argentina Hot 100, rimasta ferma alla vetta per quattro settimane e platino in Spagna, nonché il singolo più popolare dell'intero anno in Argentina. Que nos falte todo è stato inoltre promosso da El baile del año tour; due dei concerti al Luna Park hanno registrato il tutto esaurito, così come quelli alla Movistar Arena, dove hanno preso parte 15 000 persone in ciascuna data.
Luck Ra si è guadagnato cinque candidature in quattro categorie all'edizione annuale dei premi Gardel; alla manifestazione, si è portato a casa il riconoscimento alla canzone cuarteto per La morocha. È finito in lizza per l'MTV Europe Music Award al miglior artista America Latina meridionale del 2024. Tre delle sette hit più vendute in territorio uruguiano dell'intero anno secondo la Cámara Uruguaya del Disco appartengono a lui stesso.
Luck Ra: Bzrp Music Sessions Vol. 61 (2024), prodotto da Bizarrap, ha segnato la sua ottava entrata nella top 5 argentina, nonché il suo miglior posizionamento nella Top Canciones spagnola (25ª posizione; certificato oro). Nel gennaio 2025 ha collaborato con Soledad in Del barrio pa la cancha, la composizione annuale della Primera División.
Qué sed, il suo secondo LP, è stato reso disponibile nell'aprile 2025 ed è comparso alla 33ª posizione in Spagna; una delle tracce, Fue culpa tuya, è in collaborazione con Tiago PZK e ha raggiunto il 15º posto della Argentina Hot 100. Nello stesso mese si è guadagnato nove candidature all'edizione annuale dei premi Gardel; tre delle cinque composizioni in lizza per il riconoscimento alla miglior canzone cuarteto appertengono a lui stesso. Luck Ra è stato dichiarato vincitore nelle categorie di miglior album cuarteto e miglior canzone cuarteto con Hola perdida all'evento.

## Discografia

### Album in studio
- 2024 – Que nos falte todo
- 2025 – Qué sed

### EP
- 2022 – Casaparlante en Argentina: Luck Ra

### Singoli
- 2018 – No quiero mas (solo o feat. Seven Kayne)
- 2018 – Sola
- 2018 – La clave (con Kodigo)
- 2019 – Dejemos todo así
- 2019 – Cuánto vale (con Tobi)
- 2020 – Fuego (con Rusherking)
- 2020 – Me gusta
- 2020 – Salud (solo o con Uzyy)
- 2020 – Diva (con Okyyy e Frijo)
- 2020 – Na na na
- 2020 – Odio amarte (con Lautaro López)
- 2021 – Te mentiría (solo o con La K'onga o Rusherking)
- 2021 – Star (con Lil CaKe e Oscu)
- 2021 – No es así
- 2021 – Fuera de casa
- 2021 – Bonita (con Falke 912 feat. Oniria)
- 2021 – El campeón
- 2021 – Como es eso
- 2021 – De vuelta (con Oscu)
- 2021 – Que casualidad (con Tuli)
- 2022 – Mar (con Lil CaKe e Oscu)
- 2022 – Te fuiste (con Asan)
- 2022 – Ya no vuelvas (solo o con La K'onga e i Ke Personajes)
- 2022 – Amor de tu vida (con Dani)
- 2022 – Ya no más (con La K'onga)
- 2023 – Quiero creer (con Rusherking e La T y la M)
- 2023 – Cuéntame (con Lit Killah)
- 2023 – Bebe dame (con La K'onga)
- 2023 – Mission 15 (con Alan Gómez)
- 2023 – La morocha (con BM)
- 2023 – Luck Ra: DJ Tao Turreo Sessions #19 (con DJ Tao)
- 2023 – Que me falte todo (con Abel Pintos)
- 2023 – Si me disculpo ahora (con i Miranda!)
- 2023 – Toco y me voy (con i Bersuit Vergarabat e La T y la M)
- 2023 – Si pudiera (con La K'onga ed El Vecino)
- 2024 – Hola perdida (con Khea e/o Maluma)
- 2024 – Te fuiste de mi vida (con La K'onga)
- 2024 – Sé que vas a doler (con The La Planta)
- 2024 – Ojalá (con Eugenia Quevedo)
- 2024 – Qué sed (con Ulises Bueno)
- 2024 – Mil preguntas (con i Q' Lokura)
- 2024 – Me gustan todas (con Rusherking)
- 2024 – Un siglo sin ti (con Chayanne)
- 2024 – Doctor (con Nicki Nicole)
- 2024 – Princesa (con Paulo Londra e Valentino Merlo)
- 2024 – Robame un beso
- 2024 – Vuela (con i Ke Personajes)
- 2024 – Ya no vuelvas (con La Receta)
- 2024 – En otra vida (con Yami Safdie e i Q' Lokura)
- 2024 – Suavemente (con Elvis Crespo)
- 2024 – Luck Ra: Bzrp Music Sessions Vol. 61 (con Bizarrap)
- 2024 – Del barrio pa la cancha (con Soledad)
- 2025 – Un clavo

## Tournée
- 2024 – El baile del año tour
- 2024 – Tour España